# Digama fasciata
Digama fasciata là một loài bướm đêm thuộc họ Erebidae. Nó được tìm thấy ở tây bắc Ấn Độ và Sri Lanka.